# Грант (Алабама)
Грант (енгл. Grant) град је у америчкој савезној држави Алабама. По попису становништва из 2010. у њему је живело 896 становника.

## Демографија
Према попису становништва из 2010. у граду је живело 896 становника, што је 231 (34,7%) становника више него 2000. године.
| Група             | 2000.       | 2010.       |
| Белци             | 641 (96,4%) | 871 (97,2%) |
| Афроамериканци    | 4 (0,6%)    | 0 (0,0%)    |
| Азијати           | 1 (0,2%)    | 4 (0,4%)    |
| Хиспаноамериканци | 2 (0,3%)    | 12 (1,3%)   |
| Укупно            | 665         | 896         |